# Chrást (Pivkovice)
Chrást je malá vesnice, část obce Pivkovice v okrese Strakonice v Jihočeském kraji. Nachází se asi jeden kilometr západně od Pivkovic. Je zde evidováno 9 adres. V roce 2011 zde trvale žilo šestnáct obyvatel.
Chrást leží v katastrálním území Pivkovice o výměře 3,17 km².

## Historie
První písemná zmínka o vesnici pochází z roku 1372.

## Obyvatelstvo
| Rok            | 1869 | 1880 | 1890 | 1900 | 1910 | 1921 | 1930 | 1950 | 1961 | 1970 | 1980 | 1991 | 2001 | 2011 | 2021 |
| -------------- | ---- | ---- | ---- | ---- | ---- | ---- | ---- | ---- | ---- | ---- | ---- | ---- | ---- | ---- | ---- |
| Počet obyvatel | 57   | 54   | 38   | 42   | 46   | 39   | 39   | 18   | 29   | 25   | 22   | 18   | 16   | 16   | 18   |
| Počet domů     | 10   | 10   | 10   | 10   | 9    | 9    | 10   | 9    | 8    | 6    | 5    | 8    | 9    | 9    | 9    |

## Obecní správa
Při sčítání lidu v letech 1850–1920 Chrást byl osadou obce Bílsko v okrese Písek. V letech 1921–1976 byl osadou obce Pivkovice, se kterým patřilo nejprve do okresu Písek, ale v roce 1950 v okrese Vodňany a od roku 1960 v okrese Strakonice. Od 1. dubna 1976 do 23. listopadu 1990 byl znovu částí obce Bílsko v okrese Strakonice. Od 24. listopadu 1990 je opět částí obce Pivkovice v okrese Strakonice.